# 角秀北極殿
23°12′46″N 120°20′23″E / 23.212821°N 120.339702°E
角秀北極殿位於臺灣臺南市官田區，主祀玄天上帝。此外該廟還有特別的「五庄王」信仰，與烏山頭太子廟、渡頭北極殿、洲子北極殿、新中府天宮輪祀一尊伽藍尊王。

## 沿革
角秀北極殿據說創建於清乾隆十三年（1748年），光緒二十年（1894年）建為角秀公厝。民國85年（1996年）管委會主委胡水元倡議重建，於民國88年（1999年）落成。

## 五庄王
據說過去有胡姓兄弟五人，要從福建搭船來臺，卻發現船隻無法出航，請示神明之後回家請來「老王公」（伽藍尊王）香火，才得以出海。途中不料遇上大風導致船隻重創，胡姓兄弟遂祈求「老王公」保佑，且表示若能平安度過此劫，日後必將雕塑金身答謝。此時海上突然漂來一巨大神木，兄弟靠著這棵神木，最後終於抵達臺灣。
之後據說兄弟五人來臺後暫時住在「草店尾」（今 官田區渡頭里南邊），並將老王公的香火供奉於茅廬中。之後五個兄弟各自發展，老大到了角秀，老二到了湖山（今 烏山頭），老三在渡仔頭，老四到洲仔，老五到新中。後來老大成家立業後，其兒子得到重病求醫無效，向玄天上帝請示後，得知是尚未還願之故。於是洪姓兄弟老大雕塑了老王公金身，且決定由五兄弟輪流奉祀一年。
之後由於老王公在地方上相當靈驗，於是五兄弟所住的聚落將老王公也奉為地方上的守護神。於是胡姓家族所供奉的伽藍尊王演變成了五個庄頭的共同信仰，每年農曆正月二十到廿五日之間會舉行遶境。